# 石川寅治

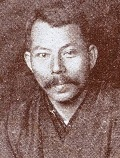
石川寅治

石川 寅治（いしかわ とらじ、明治8年（1875年）4月5日 - 昭和39年（1964年）8月1日）は、明治時代から昭和時代にかけての洋画家、版画家。

## 来歴
高知県高知市において石川義忠の長男として、明治8年4月5日生まれる。まず旧制中学時代に上村昌訓について洋画を教わった。明治24年（1891年）に上京し、小山正太郎の不同舎という私画塾に学び、明治26年（1893年）、第5回明治美術会展に「野鴨」を初出品した。明治33年（1900年）のパリ万博にも作品を出品した。翌明治34年（1901年）には明治美術会の組織改革により、新会務委員となって吉田博、満谷国四郎とともに太平洋画会を結成し、水彩画のほか、油絵、素描、木版画、彫刻などを制作し続けた。
太平洋画会の第1回展から出品、明治35年（1902年）から明治37年（1904年）にかけ、ヨーロッパやアメリカに留学して作品を発表。明治40年（1907年）、東京勧業博覧会に出品した「静物」が三等賞を受賞。また同年の第1回文展に出品し、第1回以降も文展、帝展、新文展、日展に多くの作品を出品し続けたほか、後に委員、監事、審査員なども務めて後進を指導している。また在京の高知出身の美術家たちと土陽美術会を創設。明治41年（1908年）の第2回文展に出品した「菊」が三等賞を受賞。さらに翌明治42年（1909年）の第3回文展でも「葡萄」が褒状を受けている。明治末期から大正期には主として裸婦など婦人像、美人画を多く描いたが、後に風景画へと移行し、印象派のような明るい画風を示すようになっていった。
寅治の風景画には、国内各地の風景などを、巧みな色使いで捉えた作品が多くみられる。明治35年（1902年）から明治37年（1904年）にかけて欧米の各地で作品を発表するなど、日本国内のみにとどまらず旺盛な創作意欲、活動意欲をみせた。大正2年（1913年）の文展では「港の午後」が二等賞を得ている。また明治美術会にも出品している。代表作として明治26年の第5回明治美術会展出品の「野鴨」や、前述の「港の午後」などが挙げられる。大正4年（1915年）のサンフランシスコ博覧会では「静物」が三等賞を受賞。若い頃から日本各地はもとより台湾、中国江南地方、朝鮮半島などへ数多くの写生旅行を行い、印象派風の明るい作品を描いていった。大正7年（1918年）には台湾総督府の新庁舎会議堂の壁画の制作にあたった。1919年、文部省教員検定委員会臨時委員となり、以後15年間勤めた。
大正7年（1918年）以降は、東京高等師範学校で美術を教えており、美術教育の面においても功績があった。昭和9年（1934年）頃、浮世絵の技法による木版画新版画を発表している。「驟雨一過」では、俄雨が過ぎ、ジャンク船の集まる港で人々が忙しく動き回る様子が、色面分割された柔らかな色彩によって描かれており、寅冶の表現意図が明確に伝わってくる。本作は山岸主計が彫りを担当、松崎啓三郎が摺りを担当している。
昭和12年（1937年）、石井柏亭、御厨純一らとともに海洋美術会を設立、小林万吾とともに幹事を務めた。
昭和13年（1938年）には、海軍省の嘱託として中国の上海や南京、安慶へ派遣されたり、太平洋戦争中には南方方面へと派遣され、戦地の様子を記録デッサンし、戦争記録画として描いている。昭和13年（1938年）及び昭和18年（1943年）には従軍画家として中国に赴いており、その間、昭和16年（1941年）、先述の海洋美術会を大日本海洋美術協会に改組している。戦争美術に関する展覧会では、昭和12年（1937年）開催の第1回海洋美術展、昭和13年（1938年）開催の第2回海洋美術展、昭和16年（1941年）開催の第5回海洋美術展、昭和17年（1942年）開催の第6回海洋美術展、昭和19年（1944年）開催の第8回海洋美術展にそれぞれ作品を出品している。さらに昭和19年（1944年）に行われた戦時特別文展での陸軍省海軍省特別出品にも参加している。昭和18年（1943年）、太平洋美術学校校長となる。
戦後は日展の審査員となっている。また、昭和22年（1947年）、自らが所属していた太平洋画会を脱会し、示現会を創立、その代表に就任している。また、昭和24年（1949年）から5年間にわたって東京教育大学の講師を務め、さらなる美術教育にも尽力した。昭和28年（1953年）に日本藝術院恩賜賞を受賞。昭和33年（1958年）には日展の監事となっている。
昭和39年（1964年）8月1日、東京都渋谷区原宿の伊藤病院で敗血症の療養中に心臓衰弱のため死去。

## 作品

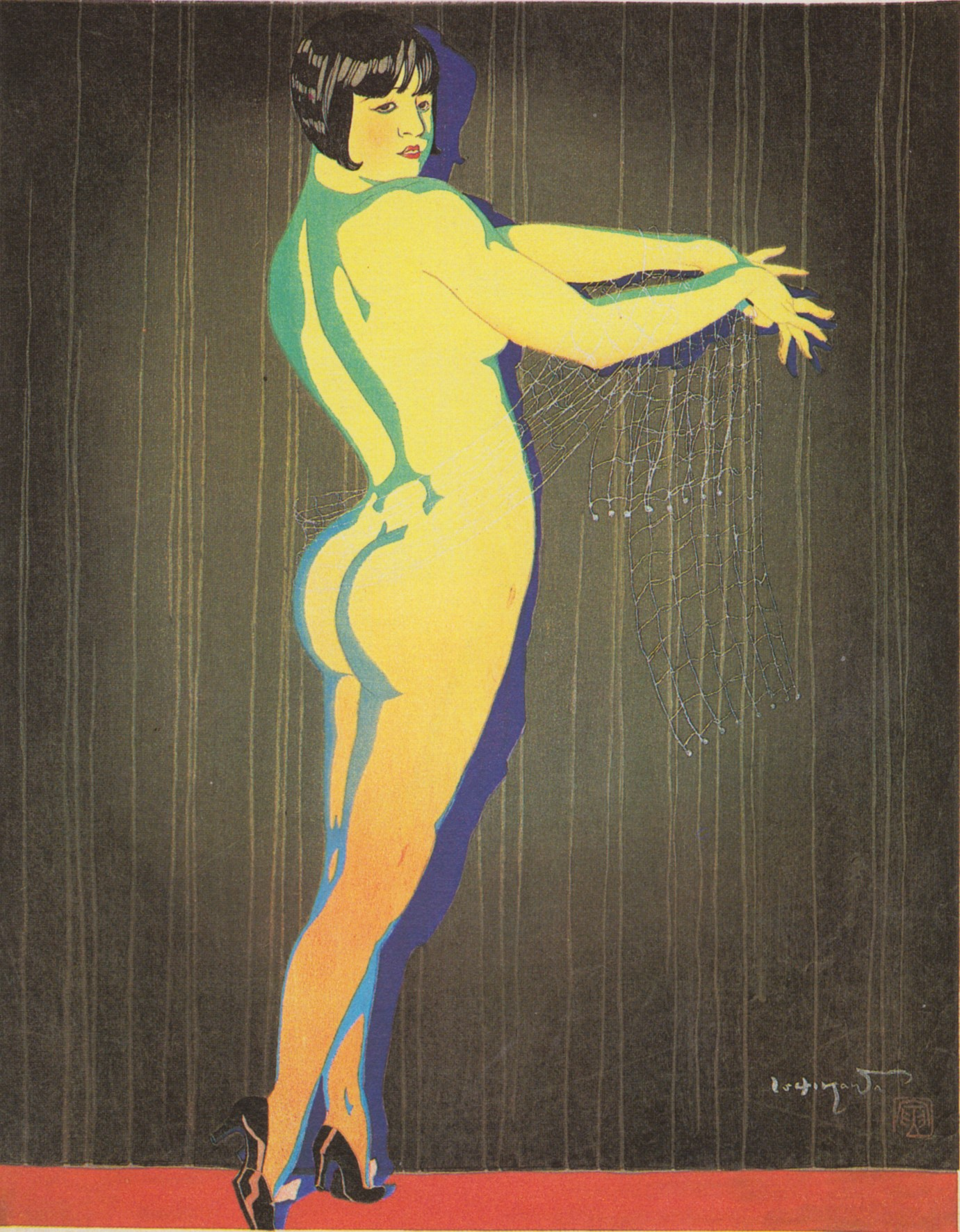
「裸女十種　踊り」
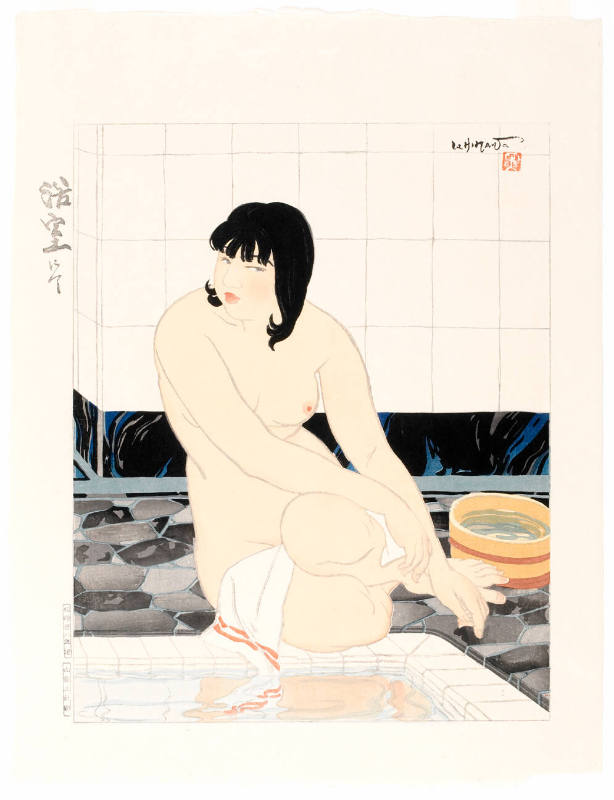
「裸女十種　浴室にて」
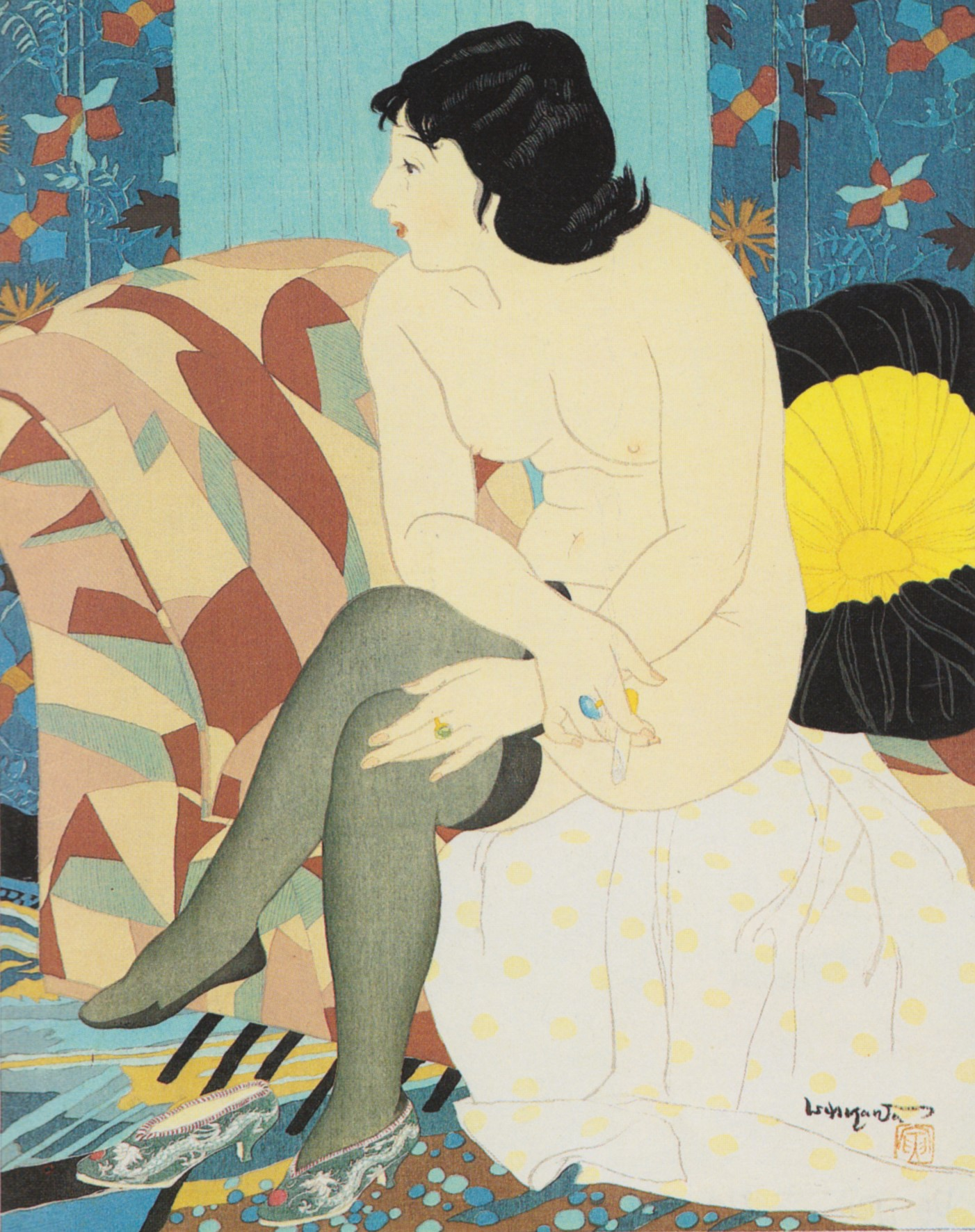
「裸女十種　憩い」
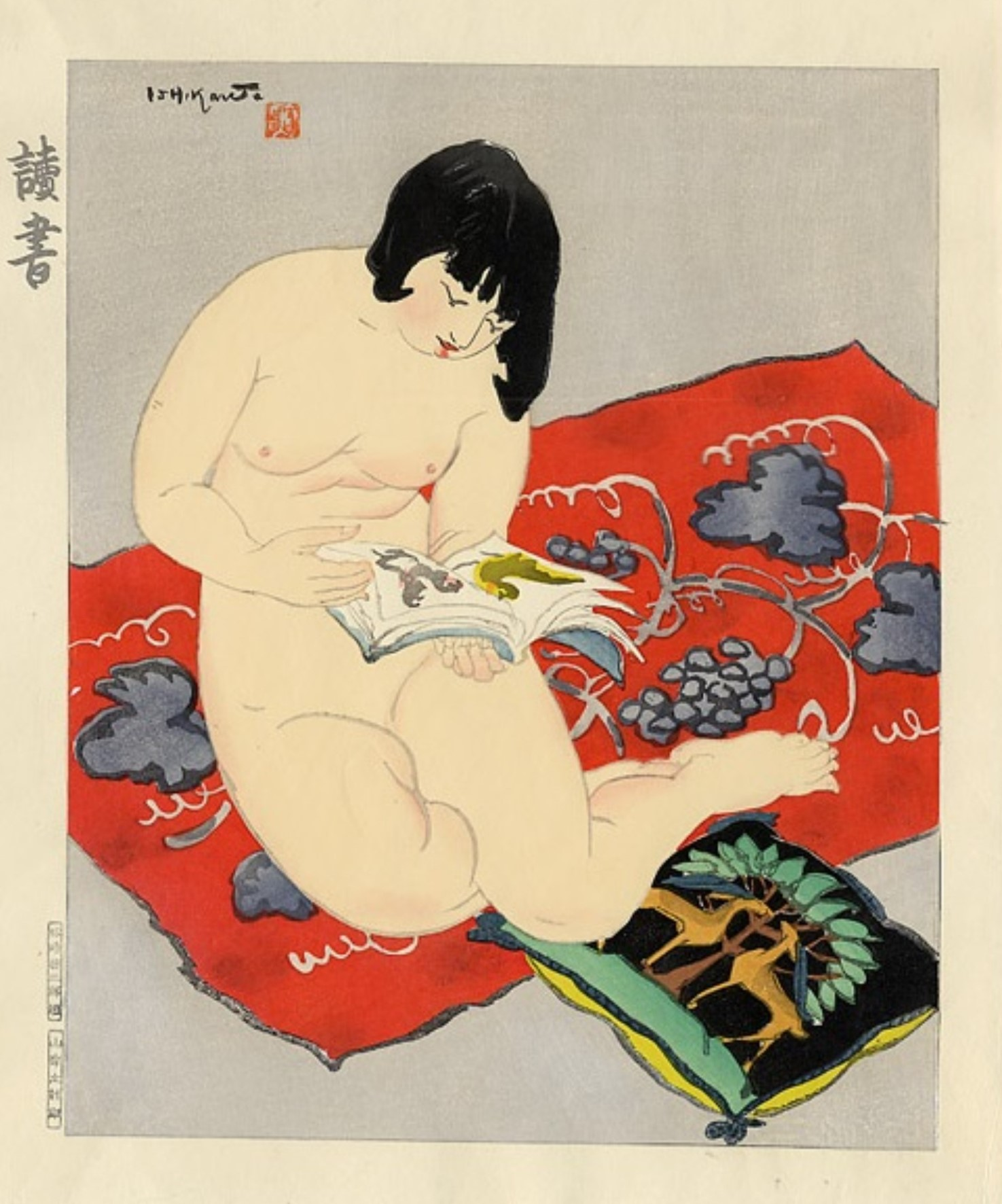
「裸女十種　読書」
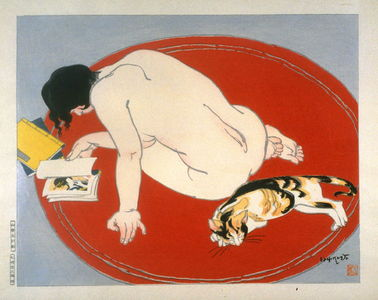
「裸女十種　つれづれ」
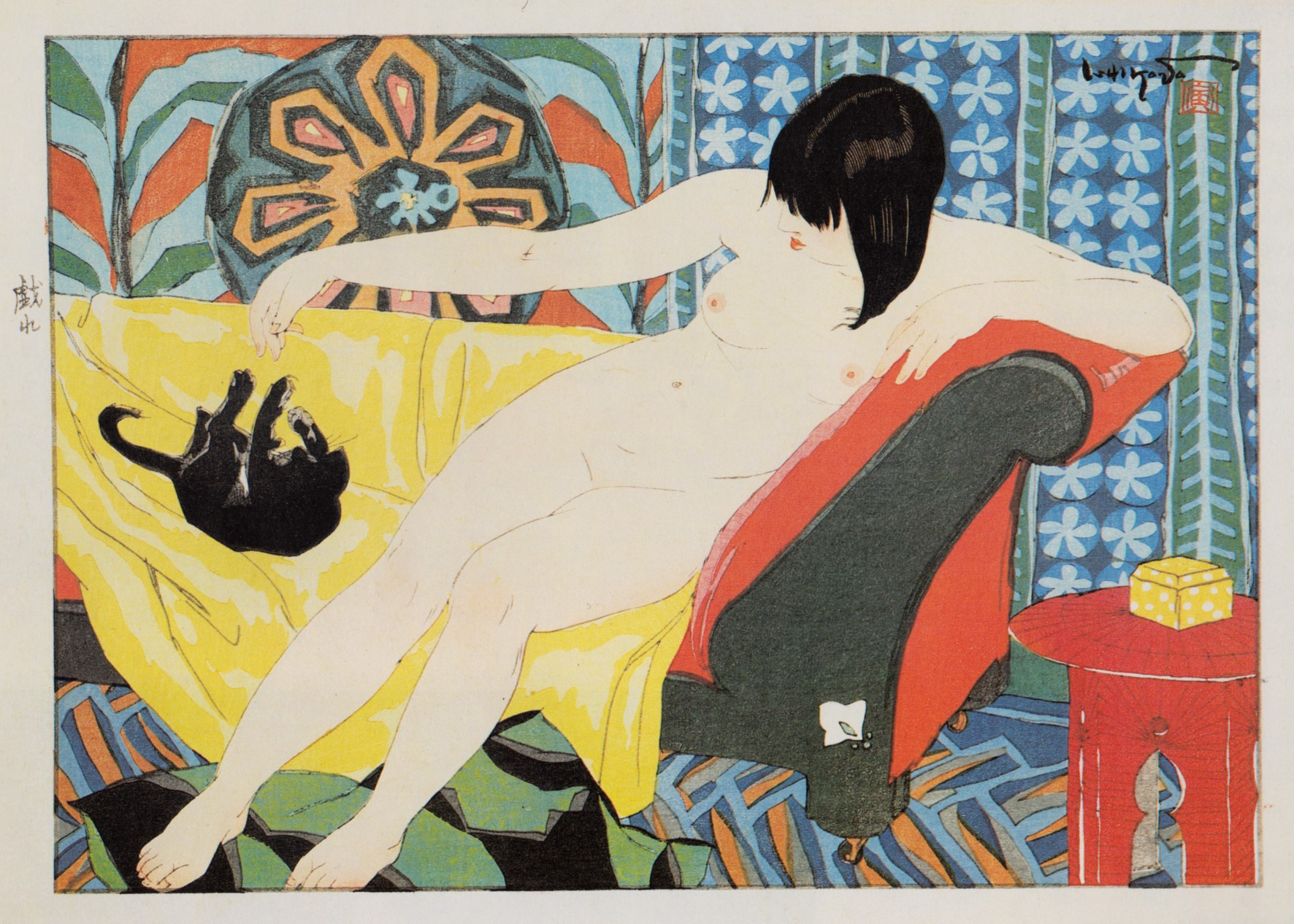
「裸女十種　戯れ」
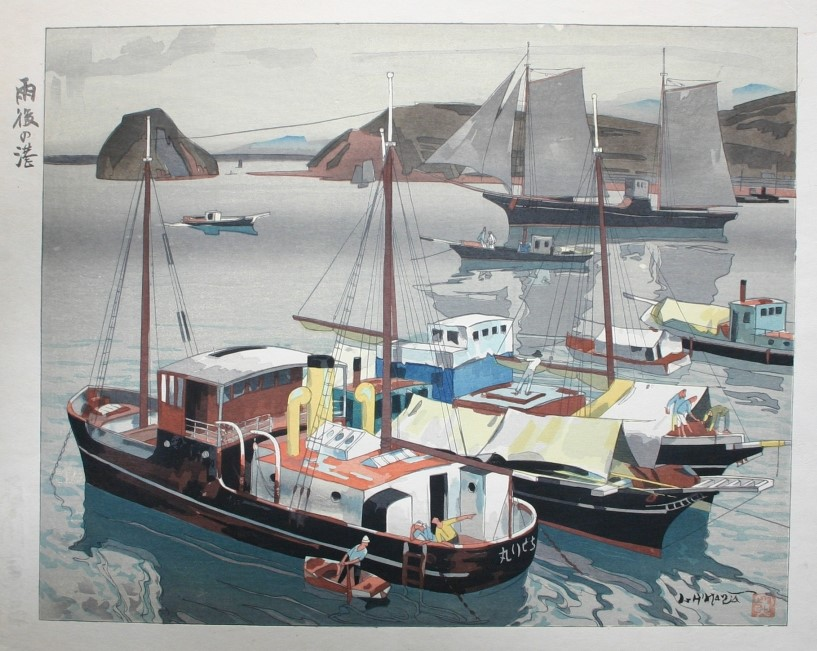
「雨後の港」
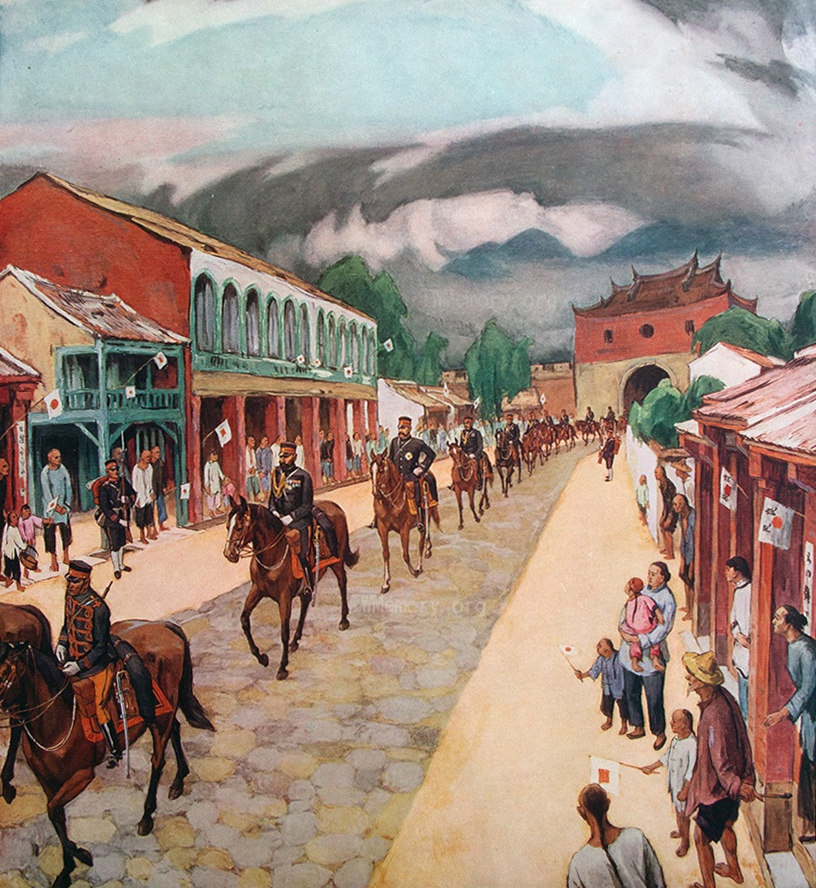
石川寅治「台湾鎮定」（1928年）

- 「裸女十種　朝」　木版画　昭和9年（1934年） 緑雨荘画室版
- 「裸女十種　青春」　木版画　昭和9年（1934年） 緑雨荘画室版
- 「裸女十種　鈴の音」　木版画　昭和9年（1934年） 緑雨荘画室版
- 「裸女十種　踊り」　木版画　昭和9年（1934年） 緑雨荘画室版
- 「裸女十種　浴室にて」　木版画　昭和10年（1935年）
- 「裸女十種　憩い」　木版画　昭和10年（1935年） 彫師山岸主計印
- 「裸女十種　読書」　木版画　昭和10年（1935年）
- 「裸女十種　黒い猫」　木版画
- 「阿蘇山」　木版画　板橋区立美術館所蔵
- 「驟雨一過」　木版画　板橋区立美術館所蔵
- 「吉田より見た秋の富士」　木版画　板橋区立美術館所蔵
- 「犬吠岬」　油彩　東京芸大美術館所蔵
- 「金頭」　油彩　東京芸大美術館所蔵
- 「川岸」　水彩・素描　三重県立美術館所蔵
- 「荷馬車」　鉛筆・淡彩　三重県立美術館所蔵

### 戦争画について
第二次世界大戦後、下記3作品はGHQに軍国主義的なものであるとして没収され、他の戦争画とともにアメリカ合衆国に持ち出された。その後、1970年になり、無期限貸与という形で日本に返還され、いずれも東京国立近代美術館に収蔵されている。
- 『鎮江攻略』（1940年製作）油彩・キャンバス
- 『渡洋爆撃』（1941年製作）油彩・キャンバス
- 『南太平洋海戦』（1944年製作）油彩・キャンバス

## 参考図書
- 『良い国良い人（東京に於ける土佐人）』沢翠峰、尾崎吸江共著、青山書院、1917年（大正6年）[1]
- 『近代日本美術事典』河北倫明監修、講談社、1989年. NCID BN03906258
- 『伊藤孝之と新版画運動』浜松市美術館編、浜松市美術館、1995年. NCID BA79583256
- 『おんなえ 近代美人版画全集』阿部出版、2000年ISBN 978-4872421415
- 『日本人名大辞典』上田正昭・西澤潤一・平山郁夫・三浦朱門監修 講談社、2001年ISBN 978-4062108003